# Gingee
Gingee là một thị xã panchayat của quận Viluppuram thuộc bang Tamil Nadu, Ấn Độ.

## Địa lý
Gingee có vị trí 12°15′B 79°25′Đ / 12,25°B 79,42°Đ Nó có độ cao trung bình là 92 mét (301 feet).

## Nhân khẩu
Theo điều tra dân số năm 2001 của Ấn Độ, Gingee có dân số 20.896 người. Phái nam chiếm 50% tổng số dân và phái nữ chiếm 50%. Gingee có tỷ lệ 73% biết đọc biết viết, cao hơn tỷ lệ trung bình toàn quốc là 59,5%: tỷ lệ cho phái nam là 81%, và tỷ lệ cho phái nữ là 64%. Tại Gingee, 11% dân số nhỏ hơn 6 tuổi.